# Wenzel I. (Auschwitz-Zator)
Wenzel I. von Zator (auch Wenzel von Auschwitz-Zator; * um 1415/1418; † 1465) war 1433/34–1445 Herzog von Auschwitz sowie Tost und 1445–1465 Herzog von Zator. Er entstammte dem Teschener Zweig der Schlesischen Piasten.

## Herkunft und Familie
Wenzels Eltern waren Kasimir I. und Anna († 1426/33), eine Tochter des Herzogs Heinrich VIII. von Glogau. Um 1450 vermählte er sich mit der aus Sewerien stammenden Maria Kopczowska († nach 1468). Der Ehe entstammten die Kinder
- Kasimir II. († 1490); ⚭ 1482 Machna († 1508), Tochter des Jägerndorfer Herzogs Nikolaus V. († 1490)
- Wenzel II. († 1484/87)
- Johann V. († 1513); ⚭ 1475/77 Barbara († 1510), Tochter des Teschener Herzogs Boleslaus II.
- Wladislaus († 1494); ⚭ Anna N. N. († 1494)
- Sophie († um 1466)
- Katharina († um 1466)
- Agnes († 1465)

## Leben
Nach dem Tod des Vaters 1433/34 übernahm Wenzel I. zugleich für seine noch nicht volljährigen Brüder Primislaus/Przemko III. und Johann IV. die Regentschaft über die ererbten Gebiete. Bei der erst 1445 erfolgten Teilung wurde für ihn das Gebiet von Zator ausgegliedert, das dadurch ein eigenständiges Herzogtum wurde, das ein Lehen der Krone Böhmen war. Primislaus/Przemko III. übernahm das Herzogtum Tost und Johann IV. war nun alleiniger Herzog von Auschwitz.
Nachdem Ende 1437 der böhmische Landtag mehrheitlich den Habsburger Albrecht II. zum Nachfolger des böhmischen Königs Sigismund wählte und eine Minderheit den noch nicht elfjährigen Kasimir IV., Sohn des polnischen Königs Władysław III., forderte dieser den Breslauer Bischof Konrad von Oels auf, Kasimir IV. als böhmischen König anzuerkennen. Der Bischof lehnte mit der Begründung ab, dass für Schlesien einzig das Erbrecht maßgebend sei und damit die Anerkennung Albrechts II. Nachdem im September 1438 ein polnisches Heer verwüstend oberschlesische Gebiete überfiel, erklärte sich Wenzel I. zugleich im Namen seiner Brüder für eine bedingte Anerkennung Kasimirs bereit; ebenso Wenzel von (Troppau)-Ratibor. Allerdings huldigten im November 1438 alle schlesischen Fürsten und Stände in Breslau dem gewählten König Albrecht II. Nach dessen Tod 1439 flammten die Kämpfe um die böhmische Thronfolge wieder auf. Sie wurden vom polnischen König Władysław III. gegen Elisabeth von Luxemburg und deren Anhänger geführt, die die Ansprüche ihres Anfang 1440 geborenen Sohnes Ladislaus Postumus verfochten. Auf ihrer Seite standen auch Wenzel I. und seine Brüder, die jedoch von König Władysław III. bezwungen wurden. Nachfolgend mussten sie eine Burg an Polen abtreten und die Befestigungen von Zator schleifen lassen. Zudem musste Wenzel I. 1447 für Zator huldigen und die polnische Oberhoheit anerkennen, wodurch er, und nach seinem Tod 1465 seine Söhne, Vasallen der Krone Polen wurden. 
Der drittgeborene Sohn Johann V., der seine Brüder überlebte und so 1494 alleiniger Besitzer des Herzogtums Zator wurde, verkaufte es im gleichen Jahr an Polen, wobei ihm eine lebenslange Nutznießung zugestanden wurde. Mit seinem Tod 1513 erlosch die Stammlinie Zator der Teschener Piasten.